# Mesologia
Mesologia (meso- gr. ant. μέσος , nel mezzo,  e -logia λόγος lógos ,scienza; "scienza del mezzo" o "scienza ambientale") è un termine impiegato nella branca della biologia, che studia l'ambiente degli organismi.

## Storico
Il termine mesologia è stato introdotto per la prima volta nel 1860 da Louis-Adolphe Bertillon e dovrebbe riferirsi alla dottrina della relazione ambientale degli organismi (ecologia). È derivato dal francese science des mileux (scienze ambientali). Successivamente lui ha ampliato il concetto anche nel senso della sociologia e dell'influenza del ambiente.
Oggigiorno il termine viene impiegato principalmente nella lingua francese, tuttavia ci sono evidenze del suo uso anche nella lingua italiana (citato prima) e portoghese in (determinati discipline).